# Friedrich Wiedeburg
Friedrich Wiedeburg, auch Friedrich Wideburg, (* 14. März 1708 in Hamburg; † 24. März 1758 in Halle (Saale)) war ein deutscher Rhetoriker, Historiker und Staatsrechtler.

## Leben
Wiedeburg, der Sohn des Subrektors an der Johannesschule, hatte in seinen ersten Lebensjahren vor allem von seinem Vater gelernt. Dieser hatte ihn schon frühzeitig auf eine akademische Laufbahn vorbereitet. Ab seinem zehnten Lebensjahr besuchte er die Gelehrtenschule des Johanneums, wo er vor allem vom damaligen Rektor Johann Hübner (1668–1731) mit Geschichte und Geographie vertraut gemacht wurde. Mit 16 Jahren bezog er das Akademische Gymnasium, wo er noch drei Jahre verbrachte und er sich in den philosophischen Wissenschaften das Rüstzeug erwarb, um eine Hochschule frequentieren zu können.
Hier bereitete ihn unter anderem die Professoren Michael Richey (1678–1761), Johann Christoph Wolf (1683–1739) und Johann Albert Fabricius (1668–1736) vor, so dass er 1717 die Universität Halle beziehen konnte. Seiner Intuition folgend wollte er ein Studium der Rechts und Staatswissenschaft absolvieren. So waren Justus Henning Böhmer und Nikolaus Hieronymus Gundling hier seine prägenden Lehrer. Nach seiner absolvierten Ausbildung kehrte er 1730 nach Hamburg zurück und unternahm einige kleine Reisen. Diese führten ihn wieder nach Halle, wo er 1731 zum Doktor der Rechte promovierte. Obwohl er nach dem Tod von Gundling als dessen Nachfolger in der Professur der Rhetorik vorgeschlagen wurde, erhielt er am 17. März 1731 nur eine außerordentliche Professur der Philosophie und Rhetorik.
Jedoch hatte er 1733 den akademischen Grad eines Magisters der Philosophie erworben und wurde im selben Jahr am 11. August ordentlicher Professor der Philosophie. In jenem Amte übertrug man ihm 1737 die Ephorie über die Magdeburger Freitische und 1745 die ordentliche Professur der Rhetorik. Wiedeburg hatte sich auch an den organisatorischen Aufgaben der Hallenser Hochschule beteiligt und war 1746/47 Prorektor der Alma Mater. Er hatte sich am 19. September 1731 mit Maria Sophie († August 1750), der Tochter des Syndikus der Universität Ernst Heinrich Knorre (1668–1725), der Witwe des außerordentlichen Professors der juristischen Fakultät Konrad Friedrich Reinhard (1692–1728), verheiratet. Somit war er ein Schwager von Karl Gottlieb Knorre geworden.

## Wirken
Wiedeburg der als Biograph Johann Peter von Ludewigs bekannt wurde, hatte sich auch im deutschen Staatsrecht durch die Geschichte des deutschen Staatsrechts einen Namen gemacht. Dennoch war er in den Geschichtswissenschaften, wenn auch nur in Einzelheiten und mit nachsichtigem Urteil gemessen, kein ergiebiger Forscher. Ihm ist die Widerlegung der Fabel von Ludwig dem Springer zu verdanken. In seinen Vorlesungen hat er neben allgemeiner und deutscher Reichsgeschichte, neben den letzten drei Jahrhunderten, auch römische Altertümer vorgetragen und nach Johann Gottlieb Heineccius den lateinischen Stil gelehrt. Zudem hatte er auch Übungen auf dem Gebiet der klassischen Literatur angeboten. Immerhin nahm er bis zu seinem Tode 1758 eine geachtete Stellung an der Universität ein, nur dass er ebenso wenig wie die übrigen der Geschichte in Forschung und Lehre neue Kraft zu verleihen vermochte.

## Werke (Auswahl)
- Dissert. Inaug. Exhibensis fideicommissorum et codicillorum originem, argumentum inclinantis et mutatae Romanorum reipublicae, Praeside S. P. Gasser. Halle 1731
- Progr. Inaug. De eo, quod nimium est in jurisprudentia romana. 1731
- Oratio Inaug. De reliquiis melioris humanitatis in barbara aetate. 1731
- Rerum Misnicarum Specimen primum. Hamburg 1732
- Origines & antiquitates Marggraviatus Misnici. Pars I. Halle 1734
- Pars II. Accessit in calce, de pagis veteris Misniae, dissert singularis. Halle 1735
- Conr. Fried. Reinhardi commentatio, qua fabula de Ludovici II., Thuringiae Comitis ex arce Gibichensteinensi salutu indeque ipsi tributo cognomento Salii, vulgo: des Springers refellitur; cum Frid. Wildburgii vindiciis commentarionis adversus Chr. Aug. Heumannum. Halle 1737
- Unparteiische Betrachtungen über die wichtigsten Begebenheiten und Veränderungen des Teutschen Reichs- und Kirchen-Staats, in so fern solche in dem Teutschen Staats- und Kirchenrecht ein Licht geben können. Halle 1738
- de libertate Electorum S. R. I. In eligendis Regibus Romanorum, commentarius. Halle 1744
- Panegyricus Friderico Magno, Borussiae Regi dictus, d. 24 Januar 1746
- Progr. In Inaugur. Regiam Friderici V, Daniae et Norwegiae Regis. Halle 1747
- Sammlung  vermischter Anmerkungen aus dem Staatsrecht und der Geschichte; nebst einer bisher noch ungedruckten Vertheidungsschrift Churfürst August zu Sachsen gegen Herzog Johann Friedrich von Sachsen-Gotha. Halle 1751
- Diss. Historica sistens examen consortii imperalis inter Ludovicum IV - Bavarum et Fridericum Austriacum. Halle 1752
- Panegyricus in memoriam pacis religiosae. Halle 1755
- De vita et scriptis J. P. De Ludewig,  Icti et Cancellarii Ducatus Magdeburgici. Halle 1757